# Mali Mokreanî, Mostîska
Mali Mokreanî (în ucraineană Малі Мокряни) este localitatea de reședință a comunei Mali Mokreanî din raionul Mostîska, regiunea Liov, Ucraina.

## Demografie
Componența lingvistică a localității Mali Mokreanî
     Ucraineană (100%)
Conform recensământului din 2001, toată populația localității Mali Mokreanî era vorbitoare de ucraineană (100%).